# Lorenzo Schioppa

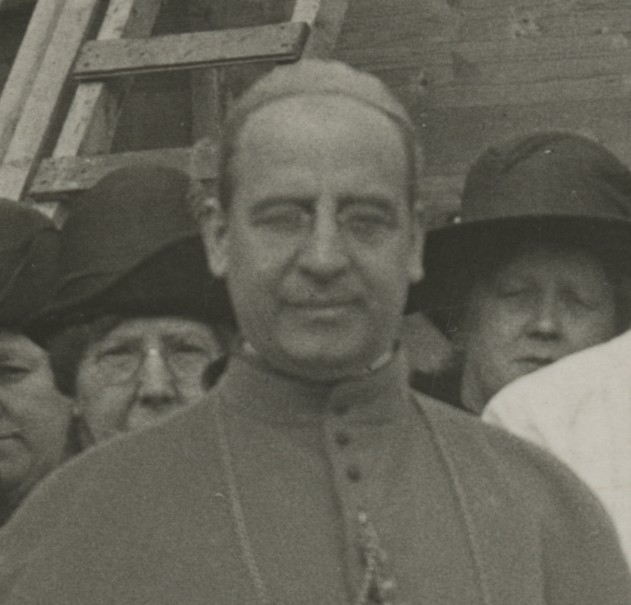
Lorenzo Schioppa (1926)

Lorenzo Schioppa (Napels, 10 november 1871 - Den Haag, 23 april 1935) was een Italiaans rooms-katholiek geestelijke en pauselijk diplomaat, eerst in Hongarije, vervolgens in Litouwen en vanaf 1928 internuntius in Nederland. Schioppa was tot titulair aartsbisschop van Mocissus gewijd in 1920.
Zijn Haagse jaren werden gekenmerkt door de moeilijkheden rond de verhoudingen tussen de Nationaal-Socialistische Beweging van Anton Mussert en de Rooms-Katholieke Kerk, vooral het episcopaat. In Limburg ijverde met name katholiek NSB-voorman en Kamerlid graaf Max de Marchant et d'Ansembourg vergeefs bij de Nederlandse bisschoppen voor méér armslag voor NSB-katholieken. D'Ansembourg zag in hun anti-NSB-beleid, compleet met het weigeren van de Sacramenten, vooral een poging om de katholieke politieke eenheid vast te houden van de Roomsch-Katholieke Staatspartij.
Voor Schioppa was het, ook gezien de vele fricties met jonge, onhandige Vaticaanse diplomaten in de 19de eeuw, delicaat manoeuvreren, wat er vaak op neerkwam dat hij de brieven van graaf d'Ansembourg maar onbeantwoord liet.
Schioppa diende in zijn Nederlandse jaren tweemaal de bisschopswijding toe, en wel aan Johannes Aengenent van het bisdom Haarlem en  aan Johannes Jansen van het aartsbisdom Utrecht.
Na zijn dood werd Schioppa in Den Haag opgevolgd door Paolo Giobbe, die 25 jaar in Nederland zou blijven, met uitzondering van de oorlogsjaren - een ongebruikelijk lange periode.
- Bibliothèque nationale de France: cb17034869w (data)
- Gemeinsame Normdatei: 112920510X
- International Standard Name Identifier: 0000 0000 6218 2445
- Virtual International Authority File: 89680990
- WorldCat: E39PBJcKK8VFCTR8h8h6qCrDv3